# La Villa de Ocón
La Villa de Ocón es una localidad del Valle de Ocón (La Rioja, España), localizada a 36 km de Logroño. Es la localidad más poblada del municipio con 97 habitantes (INE, 2010). Está situada en la ladera sur de un cerro a una altitud de 885 m, en las estribaciones de la sierra de La Hez.

## Geografía humana

### Demografía
| Gráfica de evolución demográfica de Villa de Ocón entre 1950 y 1960 |
| |
| Población de derecho según los censos de población del INE Población de hecho según los censos de población del INEEntre el censo de 1970 y el anterior, este municipio desaparece porque se integra en el municipio 26108 (Ocón) Entre el censo de 1950 y el anterior, aparece este municipio porque se segrega del municipio 26108 (Ocón) |

La Villa de Ocón contaba a 1 de enero de 2010 con una población de 97 habitantes, 58 hombres y 39 mujeres.
| Gráfica de evolución demográfica de La Villa de Ocón entre 2000 y 2017 |
|                                                                        |
|                                                                        |

## Lugares de interés

### Edificios y monumentos

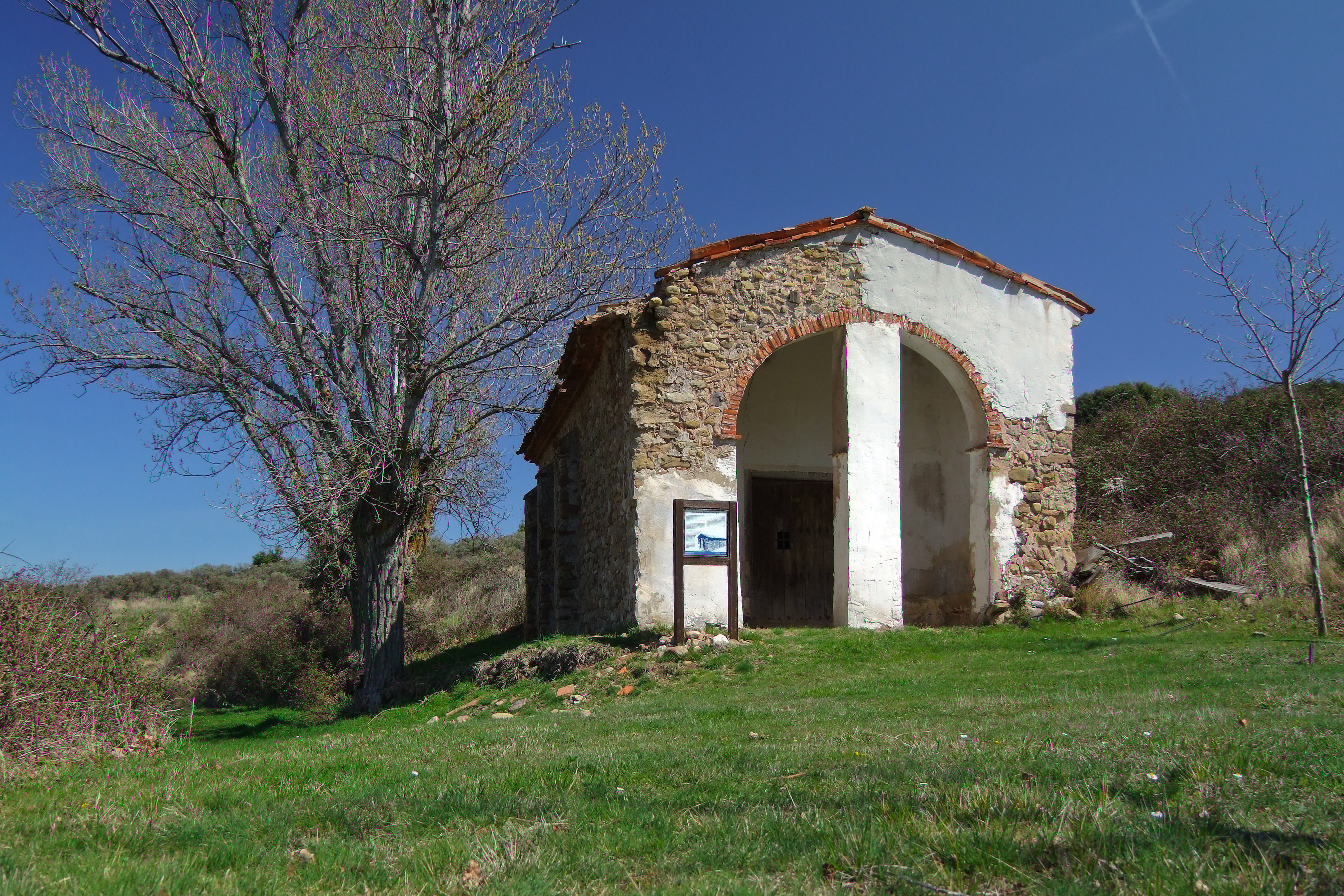
Ermita de Santo Domingo de Silos.

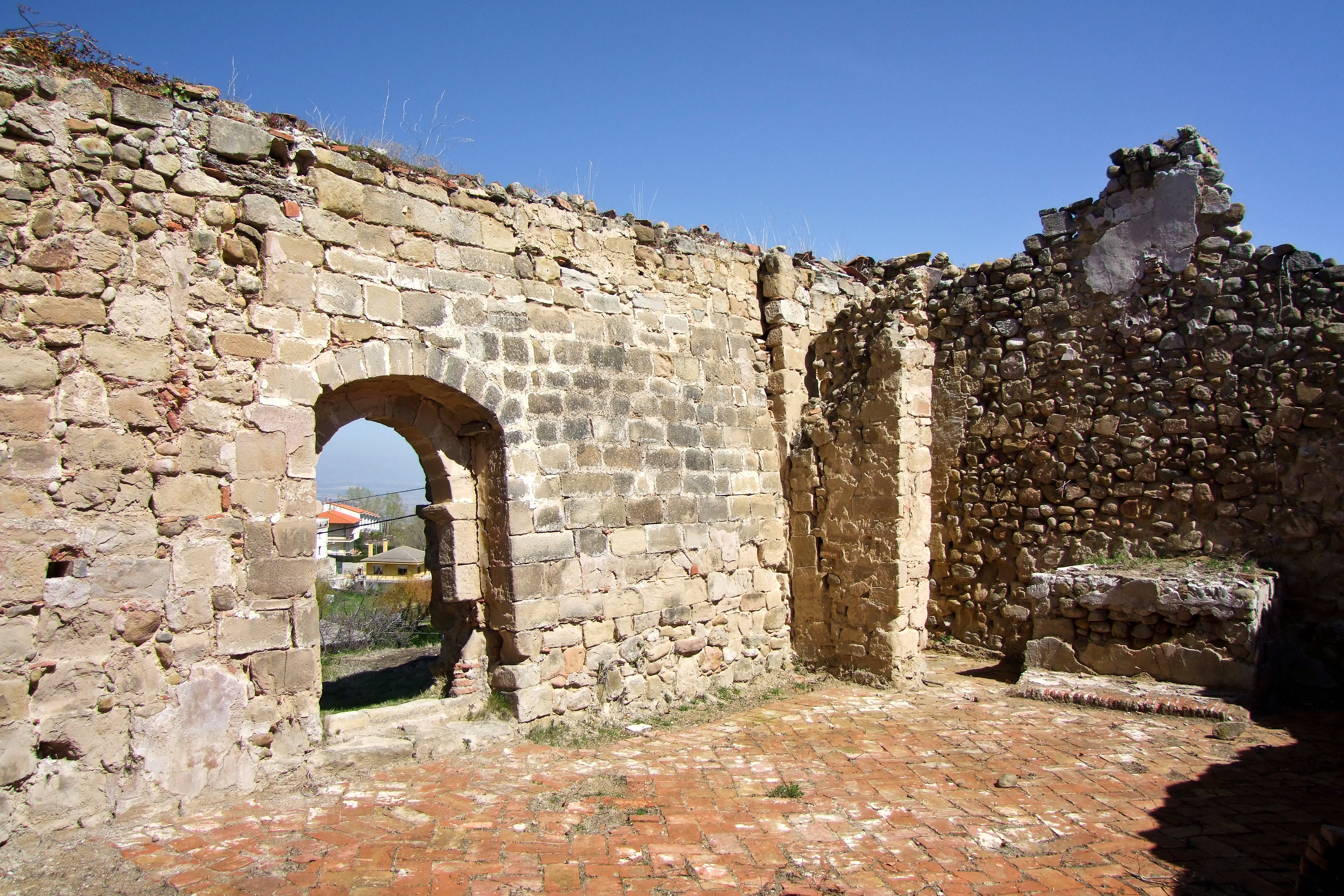
Ermita de San Juan.

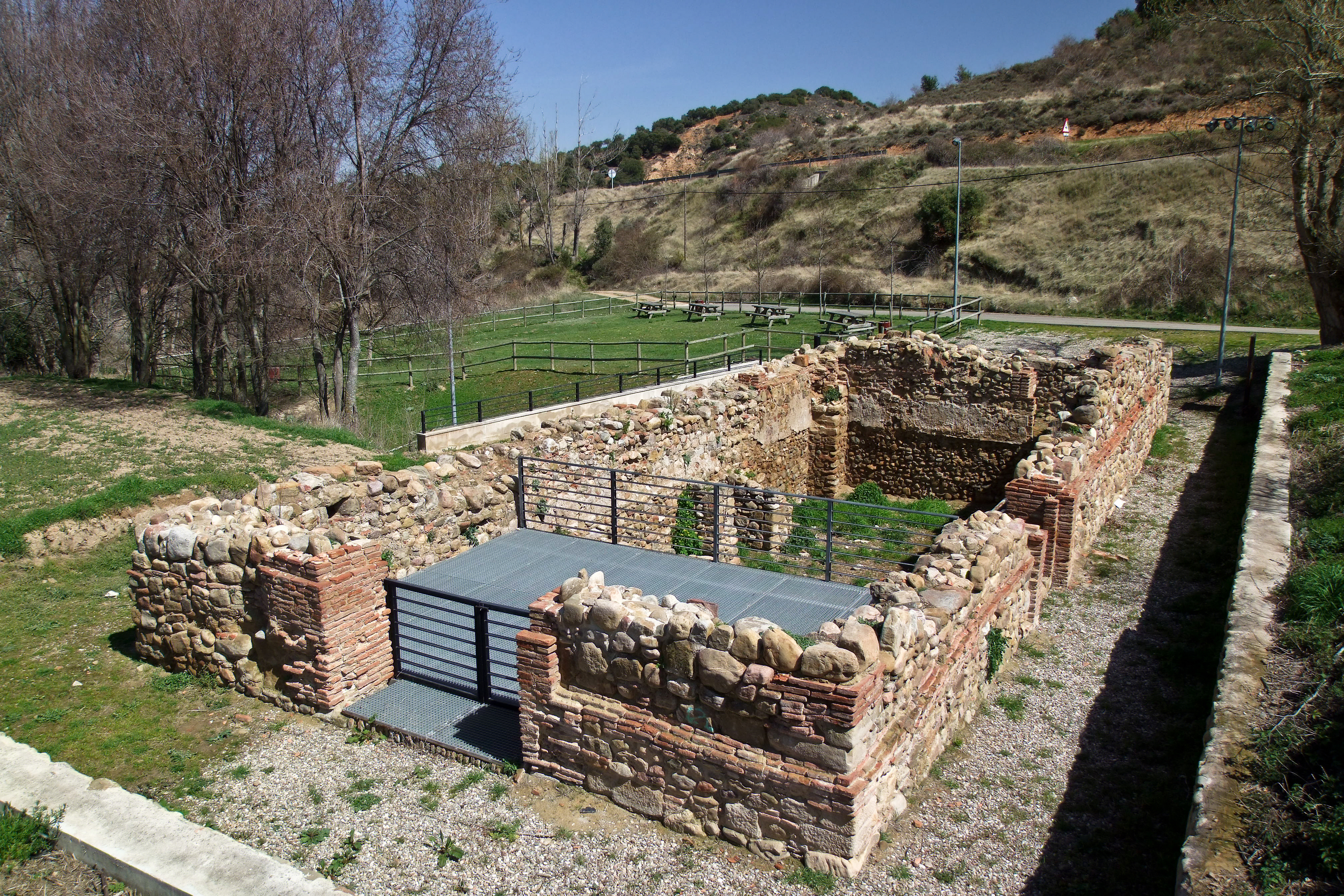
Ermita de San Bartolomé.

- Iglesia parroquial de San Miguel. Es un edificio construido en piedra de sillar. Consta de una nave de tres tramos con una cabecera ochavada en tres paños, precedida de otro, más bajos que los anteriores y más estrechos. La torre queda al noreste adosada al tramo de presbiterio, con tres cuerpos cuadrados y chapitel piramidal.
- Iglesia de Santa María, situada sobre lo alto del cerro del castillo, está en ruinas. Era una iglesia románica, probablemente del siglo XVII.
- Ermita de Santo Domingo de Silos. Hecha en mampostería y sillarejo siendo una nave de tres tramos. Parece barroca, del siglo XVII.
- Ermita de San Juan. Románica, construida en sillería, mampostería y ladrillo. Tiene planta rectangular y se encuentra en mal estado.
- Ermita de San Bartolomé. Situada en la parte baja del pueblo, sus ruinas han sido excavadas recientemente.
- Castillo, (Siglos XII-XIII).

## Fiestas
- Fiestas de Verano. Anteriormente se celebraba la fiesta de San Cosme el 27 de septiembre pero a causa del frío se trasladó al segundo fin de semana de julio.
- 29 de septiembre, San Miguel.